# Vox Amplification

Logo

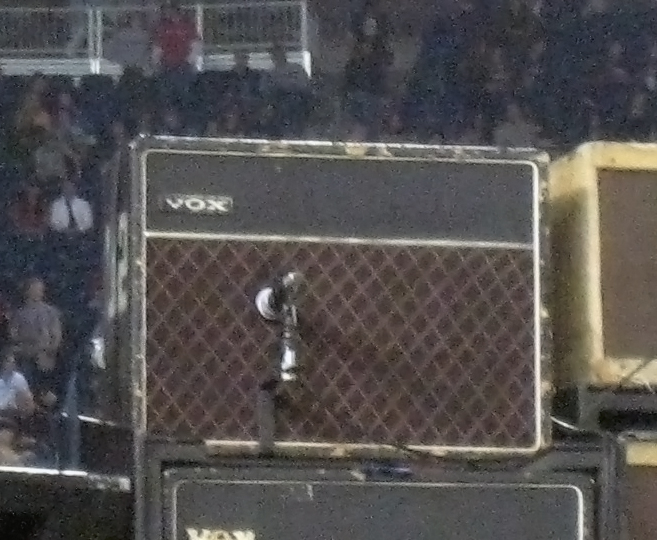
Vox AC30 bei einem Konzert der Band U2

VOX Amplification ist ein Hersteller von Musikzubehör mit Firmensitz in Milton Keynes, England. Besonders berühmt ist die Marke Vox für ihren Gitarrenverstärker AC30 und die Orgel Vox Continental.

## Firmengeschichte
Die Firmengeschichte beginnt mit der Gründung der Jennings Organ Company durch Tom Jennings nach dem Zweiten Weltkrieg. Zu jener Zeit stellte man eine elektrische Orgel, die Univox, her. 1956 trat Dick Denney, ein ehemaliger Arbeitskollege Jennings’ während des Krieges, an diesen heran und zeigte ihm seinen Prototyp eines Gitarrenverstärkers. Der Name der Firma wechselte zu Jennings Musical Instruments (JMI) und im Jahre 1958 kam der 15 Watt leistende Gitarrenverstärker Vox AC15 auf den Markt. Musikgruppen wie The Shadows und andere britische Rock ’n’ Roll Musiker begannen dieses Modell zu benutzen.
1959 gerieten die Verkaufszahlen unter Druck, da mit dem leistungsstärkeren Fender Twin ein ernsthafter Konkurrent erschienen war. Als Reaktion entwickelte Vox den 30 Watt starken AC30. Der AC30, der mit Celestion-„Blue Alnico“-Lautsprechern und dem Vox-„Top Boost“-Schaltkreis ausgestattet war, hatte großen Anteil an der Entwicklung des speziellen Klangs der sogenannten British Invasion. Zu den bekanntesten Gruppen, die Verstärker der Firma VOX nutzten, zählten u. a. The Shadows, The Beatles, The Who und die Yardbirds. Später entdeckten auch Musiker wie Brian May von Queen oder Paul Weller von The Jam den AC30.
1962 stellte Vox die von der italienischen Firma EKO gebaute pentagonale Phantom-Gitarre vor. Ein Jahr später folgte das Modell Vox Phantom Mark III mit tränenförmigem Korpus; deren Prototyp später von Brian Jones von den Rolling Stones gespielt wurde.
1964 verkaufte Jennings Anteile der JMI an die Royston Group, weiterhin veräußerte er die amerikanischen Rechte an die Thomas Organ Company. Diese produzierte für den amerikanischen Markt eigene Entwicklungen meist minderwertiger (Transistor-)Verstärker, anstatt, wie gehofft, die britischen Vox-Verstärker in Amerika zu vertreiben. Jennings verließ die Firma im Jahre 1967, ungefähr zu der Zeit als Marshall zur dominierenden Kraft anstelle von Vox auf dem britischen Gitarrenverstärkermarkt wurde. 1969 ging Royston bankrott und die Firma durchlief eine Phase von wechselnden Namen und Besitzern. Ausgaben wurden gesenkt, insbesondere bei der Produktion des AC30: Billigere Lautsprecher mit minderwertigeren Magneten kamen ebenso zum Einsatz wie gedruckte Schaltungen, ferner ersetzten Spanplatten das teurere Sperrholz beim Gehäusebau.
Die Namensrechte an Vox Amplification Ltd wurden 1992 durch die Übernahme des damaligen Vox-Vertriebs von KORG erworben. Daraufhin wurde eine Neuauflage („Reissue“) des AC30 herausgebracht. Seit dieser Zeit werden unter dem Markennamen Vox auch recht erfolgreich Gitarrenverstärker entwickelt, die die sogenannte digital-modeling-Technologie verwenden – ein Verfahren, das auf der mathematischen Simulation von physikalischen Eigenschaften elektronischer Bauteile oder Baugruppen beruht. Diese Gitarrenverstärker sind in der Lage, verschiedene Typen von Gitarrenverstärkern, die jeweils einen charakteristischen Klang besitzen, zu emulieren.

## Elektronische Orgeln und Effektgeräte

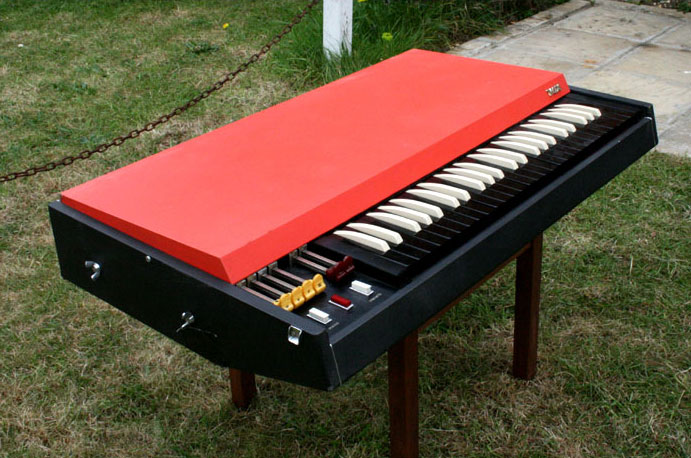
Vox Continental (1962)

Die Marke Vox steht auch für elektronische Orgeln und Gitarreneffektgeräte (einschließlich einer frühen Version des Wah-Wah). Der Klang der Continental wird in gesampelter Form in neueren Tasteninstrumenten am Leben erhalten. Auch die originalen Instrumente werden noch gehandelt; sie waren zu ihrer Zeit zur Oberklasse (unterhalb der Qualität der Hammond-Orgel, höher als Farfisa) zu rechnen.

## Bekannte Verstärker-Serien
- AC-Serie

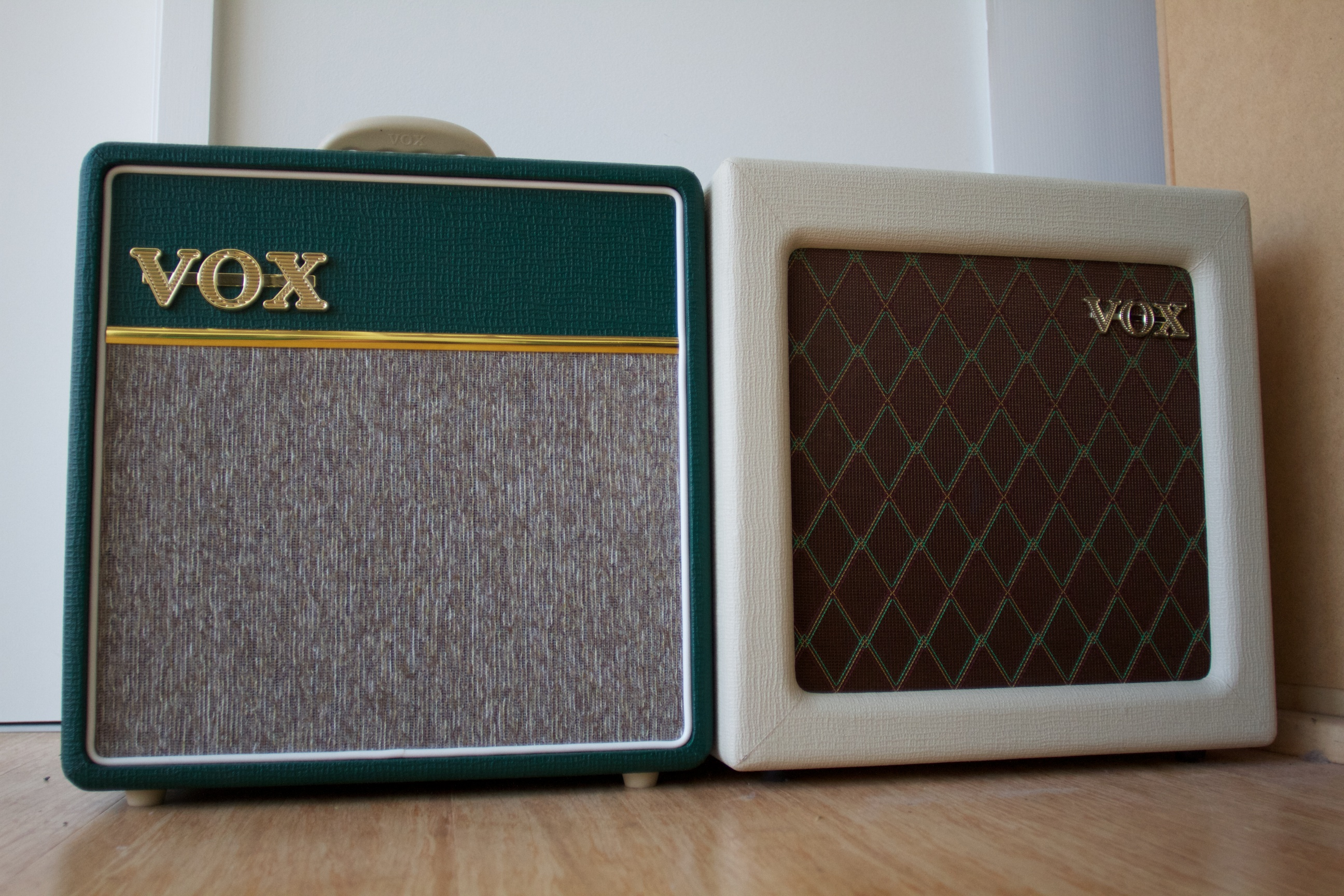
Vox AC4 (links) und AC4TV (2009) (rechts)

Auch wenn der AC30 heute der bekannteste Typus dieser Reihe ist, so stellt doch der AC15 von 1958 den Urtyp dieser Serie dar. Prinzipiell gilt auch zu beachten, dass Verstärker mit gleicher Bezeichnung, je nach Herstellungszeit erhebliche Unterschiede in Material und Schaltung aufweisen. Die Herstellung erfolgt unter anderem in Vietnam.
- AGA-Serie

Bei der AGA-Serie handelt es sich um primär für Akustik-Gitarren entwickelte Verstärker. Bereits in den 1980er Jahren hatte es einen Vox für Akustikgitarre gegeben. Die seit 2010 erhältliche AGA-Serie bietet die Möglichkeit eine Röhrenvorstufe zu nutzen. Die Endstufe ist als Transistorverstärker ausgelegt.
- Pathfinder-Serie

In der Pathfinder-Serie werden seit 1999 verschiedene Transistorverstärker im unteren Preissegment vertrieben.
- VT- und VR-Serien

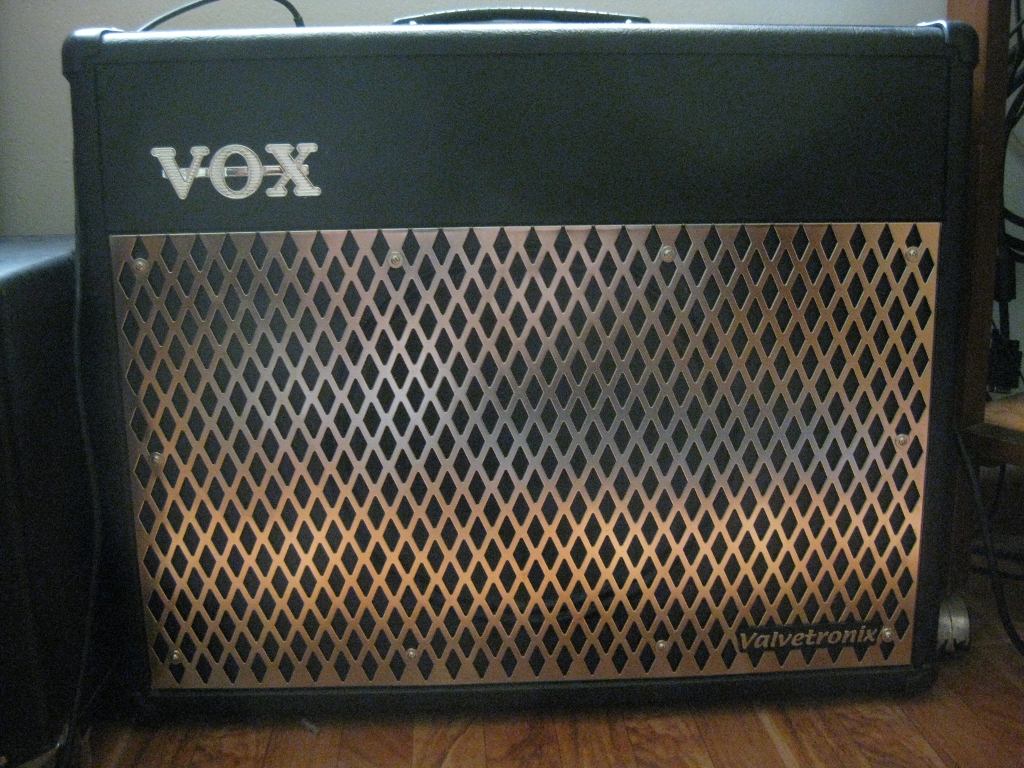
Vox VT50

Die Valve Reactor genannte Technologie basiert auf einer von Korg in den 1980er Jahren in Japan entwickelten Vorstufenschaltung. 2001 wurde diese Technologie erstmals in der VT-Serie angeboten. Bei der VR-Serie handelt es sich um von 2005 bis 2006 ausgelieferte Modeling-Verstärker mit dieser Schaltung.
- Battery Escort – DA- und Mini-Serien

Bereits in den frühen 1970er Jahren bot Vox mit dem Battery Escort einen batteriebetriebenen Verstärker an. Bei der Mini-Serie handelt es sich um seit 2010 erhältliche batteriebetriebene Transistorverstärker. Sie lösten die konzeptionell ähnliche DA-Serie ab.
- Night Train Serie

Bei der Night Train Serie handelt es sich um Röhrenverstärker im sogenannten Lunchboxformat mit verhältnismäßig geringer Leistung (2 W/15 W) die zwischen 2009 und 2013 hergestellt wurden.